# Чёрная вдова (саундтрек)
«Чёрная вдова́» (оригинальный саундтрек) — музыка к фильму «Чёрная вдова» (2021) от студии Marvel Studios, основанному на одноимённом персонаже компании Marvel Comics. Музыка была написана шотландским композитором Лорном Балфом. Альбом саундтреков был выпущен в качестве лейбла компанией Hollywood Records 9 июля 2021 года.

## Разработка
В январе 2020 года выяснилось, что французский композитор Александр Деспла напишет музыку для фильма. В конце постпродакшена фильма шотландский композитор Лорн Балф заменил Деспла в качестве композитора, что сам Деспла подтвердил в мае 2020 года. Музыка Балфа была выпущена в цифровом виде в качестве лейблов компаний Marvel Music и Hollywood Records 9 июля 2021 года. Режиссер фильма Кейт Шортленд считала, что Балф создал «задушевную, действительно русскую музыку».
Балф нанял лондонскую группу Metro Voices для оркестра из 118 человек и хора из 60-ти голосов, поющий русские тексты, с 40-голосным мужским хором и 20-голосным женским хором, исполняющим дубли с текстами и без них. Эти тексты были адаптированы из русской поэзии Александра Пушкина, Льва Толстого и Михаила Лермонтова. Балф сказал, что «музыка Красной Армии также оказала огромное влияние», и что он «хотел придать Елене силу Красной Армии с помощью её темы». Балф избегал более клише русских инструментов, таких как балалайки, поскольку они «не подходили к фильму» и могли «стать пародией».

## Трек-лист
Вся музыка написана Лорном Балфом.
| №                   | Название                        | Длительность |
| ------------------- | ------------------------------- | ------------ |
| 1.                  | «Natasha's Lullaby»             | 3:24         |
| 2.                  | «Latrodectus»                   | 2:40         |
| 3.                  | «Fireflies»                     | 3:13         |
| 4.                  | «The Pursuit»                   | 2:53         |
| 5.                  | «The First Bite Is the Deepest» | 3:05         |
| 6.                  | «Last Glimmer»                  | 4:19         |
| 7.                  | «Dreykov»                       | 3:34         |
| 8.                  | «You Don't Know Me»             | 2:01         |
| 9.                  | «Yelena Belova»                 | 3:36         |
| 10.                 | «From the Shadows»              | 3:44         |
| 11.                 | «Hand in Hand»                  | 2:46         |
| 12.                 | «Blood Ties»                    | 2:54         |
| 13.                 | «Whirlwind»                     | 3:28         |
| 14.                 | «Arise»                         | 2:13         |
| 15.                 | «Natasha's Fragments»           | 1:55         |
| 16.                 | «A Sister Says Goodbye»         | 4:14         |
| 17.                 | «I Can't Save Us»               | 1:51         |
| 18.                 | «Red Rising»                    | 3:57         |
| 19.                 | «The Betrayed»                  | 5:38         |
| 20.                 | «The Descent»                   | 2:05         |
| 21.                 | «Faces to the Sun»              | 1:51         |
| 22.                 | «Natasha Soars»                 | 2:19         |
| 23.                 | «Last Love»                     | 1:59         |
| 24.                 | «Into the Past»                 | 4:55         |
| 25.                 | «Broken Free»                   | 3:09         |
| 26.                 | «A Calling»                     | 2:10         |
| Общая длительность: | Общая длительность:             | 1:19:53      |

## Дополнительная музыка
Кавер песни американской рок-группы Nirvana «Smells Like Teen Spirit» группы Think Up Anger с участием Малии Джей используется в начальных титрах фильма. Также представлены песня «American Pie» Дона Маклина, любимая песня Елены Беловой в детстве, «Cheap Thrills» Сиа и Шона Пола, «Bond Fights Snake» Джона Барри, «Atshan Ya Zeina» Ахмеда Мохамеда Эль Гамла и «Восстаньте, воины спасения». Тема команды «Мстители» Алана Сильвестри также упоминается в музыке Балф.